# Shlomo Heiman
Shlomo Heiman (1892-1944) est un rabbin, talmudiste et Rosh Yeshiva (doyen) des plus éminents yeshivot d'Europe et d'Amérique.

## Élément biographiques
Shlomo naît en 1892 à Minsk en Biélorussie. Son père, le rabbin Michel Heiman l’envoie à la yeshiva de Kaminetz  pour étudier avec Baruch Ber Lebowitz. En 1918, il épouse la fille du rabbin Yochanon Rudensky de Volojine.
Après son mariage, Shlomo officie en tant que maguid shiour à la yeshiva de Kaminetz où il acquiert sa réputation.
Pendant la Première Guerre mondiale, il est brièvement enrôlé dans l'armée russe.
Après la Première Guerre mondiale, il commence à donner des conférences talmudiques à la yeshiva Ohel Torah de Baranowitz, sous la direction du rabbin Elchanan Wasserman. 
En 1927, à la demande du rabbin Chaim Ozer Grodzinski de Vilna, il dirige la Yeshivat Ramailles à Vilnius, poste qu'il occupe jusqu'en 1935.
En 1935, Heiman est invité par le rabbin Shraga Feivel Mendlowitz pour diriger les institutions Torah Vodaath aux États-Unis. Il accepte ce poste et décède aux États-Unis en 1944. 